# Сульфат меди(II)

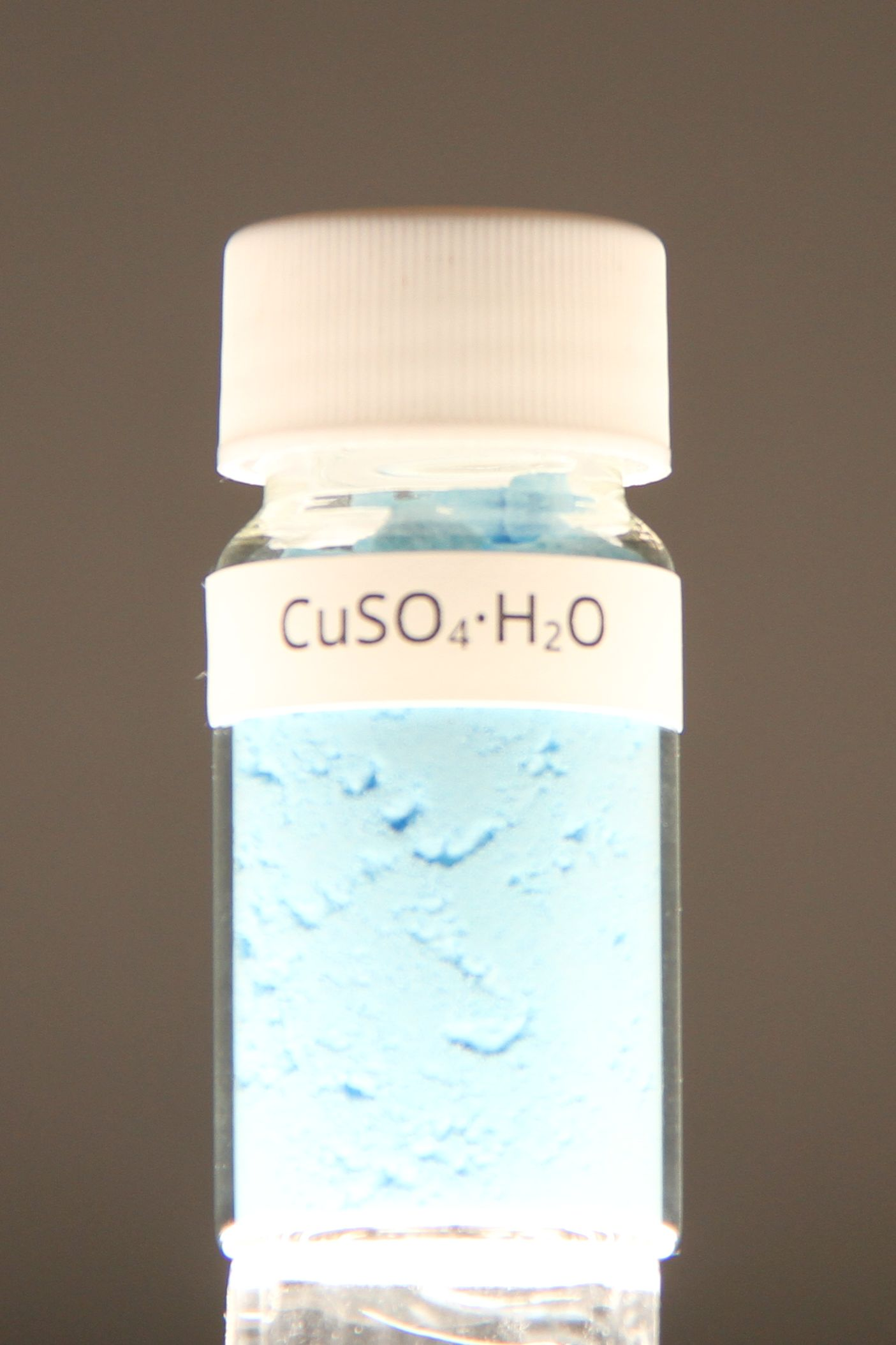
Сульфат меди(II) моногидрат

Сульфа́т меди(II) (медь(II) серноки́слая, традиционное название кристаллогидрата — ме́дный купоро́с) — неорганическое соединение, медная соль серной кислоты с формулой CuSO4.
Нелетучее вещество, не имеет запаха. В безводном виде — белый порошок, очень гигроскопичное. В виде кристаллогидратов — прозрачные негигроскопичные кристаллы различных оттенков синего. На воздухе постепенно выветриваются (теряют кристаллизационную воду). Имеет горьковато-металлический вяжущий вкус.
Сульфат меди(II) хорошо растворим в воде. Из водных растворов кристаллизуется в виде голубого пентагидрата CuSO4·5H2O (медный купоро́с). Токсичность медного купороса для теплокровных животных относительно невысока, в то же время он высокотоксичен для рыб.
Обладает дезинфицирующими, антисептическими, вяжущими свойствами. Применяется в медицине, в растениеводстве как антисептик, фунгицид или медно-серное удобрение.

## Нахождение в природе
В природе встречается в виде минералов халькантита (CuSO4·5H2O), халькокианита (CuSO4), бонаттита (CuSO4·3H2O), бутита (CuSO4·7H2O) и в составе некоторых других минералов.

## Получение

### В промышленности
В промышленности загрязнённый сульфат меди(II) получают растворением меди и медных отходов в разбавленной серной кислоте H2SO4 при продувании раствора воздухом:
{\displaystyle {\mathsf {2Cu+O_{2}+2H_{2}SO_{4}\rightarrow 2CuSO_{4}+2H_{2}O}},}
растворением оксида меди(II) CuO в H2SO4:
{\displaystyle {\mathsf {CuO+H_{2}SO_{4}\rightarrow CuSO_{4}+H_{2}O}},}
сульфатизирующим обжигом сульфидов меди и как побочный продукт электролитического рафинирования меди.

### В лабораторных условиях
В лаборатории CuSO4 можно получить действием концентрированной серной кислоты на медь при нагревании:
{\displaystyle {\mathsf {Cu+2H_{2}SO_{4}\rightarrow CuSO_{4}+SO_{2}\uparrow +2H_{2}O}},}
температура не должна превышать 60 °С, при большей температуре в значительных количествах образуется побочный продукт — сульфид меди(I):
{\displaystyle {\mathsf {5Cu+4H_{2}SO_{4}\rightarrow 3CuSO_{4}+Cu_{2}S\downarrow +4H_{2}O}}.}
Также в лабораторных условиях сульфат меди(II) может быть получен реакцией нейтрализации гидроксида меди(II) серной кислотой, для получения сульфата меди высокой чистоты используют соответственно чистые реактивы:
{\displaystyle {\mathsf {Cu(OH)_{2}+H_{2}SO_{4}\rightarrow CuSO_{4}+2H_{2}O}}.}
Чистый сульфат меди может быть получен следующим образом. В фарфоровую чашку наливают 120 мл дистиллированной воды, прибавляют 46 мл химически чистой серной кислоты плотностью 1,8 г/см3 и помещают в смесь 40 г чистой меди (например, электролитической). Затем нагревают до 70—80 °С и при этой температуре в течение часа постепенно, порциями по 1 мл, прибавляют 11 мл концентрированной азотной кислоты. Если медь покроется кристаллами, прибавить 10—20 мл воды. Когда реакция закончится (прекратится выделение пузырьков газа), остатки меди вынимают, а раствор упаривают до появления на поверхности плёнки кристаллов и дают остыть. Выпавшие кристаллы следует 2—3 раза перекристаллизовать из дистиллированной воды и высушить.

### Очистка
Очистить загрязнённый или технический сульфат меди можно перекристаллизацией — вещество растворяется в кипящей дистиллированной воде до насыщения раствора, после чего охлаждается до приблизительно +5 °С. Полученный осадок кристаллов отфильтровывается. Однако даже многократная перекристаллизация не позволяет избавиться от примеси соединений железа, которые являются наиболее распространённой примесью в сульфате меди.
Для полной очистки медный купорос кипятят с диоксидом свинца PbO2 или пероксидом бария BaO2, пока отфильтрованная проба раствора не покажет отсутствия железа. Затем раствор фильтруют и упаривают до появления на поверхности плёнки кристаллов, после чего охлаждают для кристаллизации.
По Н. Шоорлю очистить сульфат меди можно так: к горячему раствору CuSO4 прибавить небольшие количества пероксида водорода H2O2 и гидроксида натрия NaOH, прокипятить и отфильтровать осадок. Выпавшие из фильтрата кристаллы дважды подвергаются перекристаллизации. Полученное вещество имеет чистоту не ниже квалификации «ХЧ».

#### Глубокая очистка
Существует более сложный способ очистки, позволяющий получить сульфат меди особой чистоты, с содержанием примесей около 2·10-4 %.
Для этого готовится водный, насыщенный при 20 °C раствор сульфата меди (вода используются только бидистиллированная).
В него добавляют перекись водорода в количестве 2—3 мл 30 % раствора на 1 литр, перемешивают, вносят свежеосаждённый основной карбонат меди в количестве 3—5 граммов, нагревают и кипятят 10 минут для разложения H2O2.
Затем раствор охлаждают до 30—35 °С, фильтруют и приливают 15 мл 3-х процентного раствора диэтилдитиокарбамата натрия и выдерживают в мешалке три-четыре часа не понижая температуры. Далее раствор быстро процеживают от крупных хлопьев комплексов и вносят активированный уголь БАУ-А на полчаса при перемешивании. Затем раствор следует отфильтровать вакуумным методом.
Дальше в раствор CuSO4 приливают на 1 л около 200 мл насыщенного раствора NaCl квалификации «Ч» и вносят чистый алюминий в проволоке или обрезках до полного прохождения реакции, выделения меди и просветления раствора (при этом выделяется водород). Выделенную медь отделяют от алюминия взбалтыванием, осадок промывают декантацией сперва водой затем заливают горячим 5—10 % раствором соляной кислоты ХЧ при взбалтывании в течение часа и постоянным подогревом до 70—80 °С, затем промывают водой и заливают 10—15%-ной серной кислотой (ОСЧ 20-4) на час с подогревом при том же интервале температур. От степени и тщательности промывания кислотами, а также квалификации применяемых далее реактивов зависит чистота дальнейших продуктов.
После промывки кислотами медь снова моют водой и растворяют в 15—20%-ной серной кислоте (ОСЧ 20-4) без её большого избытка с добавлением перекиси водорода (ОСЧ 15-3). После прохождения реакции полученный кислый раствор сульфата меди кипятят для разложения избытка перекиси и нейтрализуют до полного растворения вначале выпавшего осадка перегнанным 25%-ным раствором аммиака (ОСЧ 25-5) или приливают раствор карбоната аммония, очищенного комплексно-адсорбционным методом до особо чистого.
После выстаивания в течение суток раствор медленно фильтруют. В фильтрат добавляют серную кислоту (ОСЧ) до полного выпадения голубовато-зелёного осадка и выдерживают до укрупнения и перехода в зелёный основной сульфат меди. Зелёный осадок выстаивают до компактности и тщательно промывают водой до полного удаления растворимых примесей. Затем осадок растворяют в серной кислоте, фильтруют, устанавливают рН=2,5—3,0 и перекристаллизовывают два раза при быстром охлаждении, причем при охлаждении раствор каждый раз перемешивают для получения более мелких кристаллов сульфата меди. Выпавшие кристаллы переносят на воронку Бюхнера и удаляют остатки маточного раствора с помощью водоструйного насоса. Третья кристаллизация проводится без подкисления раствора с получением чуть более крупных и оформленных кристаллов.

## Физические свойства
| Температура, °С | Растворимость                 | Растворимость                      | Растворимость                      |
| --------------- | ----------------------------- | ---------------------------------- | ---------------------------------- |
| Температура, °С | {\displaystyle {\ce {CuSO4}}} | {\displaystyle {\ce {CuSO4.5H2O}}} | {\displaystyle {\ce {CuSO4.5H2O}}} |
| Температура, °С | %                             | %                                  | в г на 100 г воды                  |
| 0               | 12,9                          | 20,2                               | 23,3                               |
| 15              | 16,2                          | 25,3                               | 30,2                               |
| 25              | 18,7                          | 29,2                               | 34,9                               |
| 30              | 20,3                          | 31,6                               | 39,9                               |
| 40              | 22,8                          | 35,5                               | 46,2                               |
| 50              | 25,1                          | 39,2                               | 52,6                               |
| 60              | 28,1                          | 43,8                               | 61,1                               |
| 70              | 31,4                          | 49,0                               | 71,6                               |
| 80              | 34,9                          | 54,4                               | 83,8                               |
| 90              | 38,9                          | 60,0                               | 98,2                               |
| 100             | 42,4                          | 66,0                               | 115,0                              |

Пентагидрат сульфата меди(II) (медный купорос) — синие прозрачные кристаллы триклинной сингонии. Плотность 2,284 г/см3. При температуре 110 °С отщепляется 4 молекулы воды, при 150 °С происходит полное обезвоживание.

### Растворимость в воде
Растворимость сульфата меди(II) в воде при разных температурах приведена в таблице.

### Строение кристаллогидрата
Структура медного купороса приведена на рисунке. Как видно, вокруг иона меди координированы два аниона SO42− по осям и четыре молекулы воды (в плоскости), а пятая молекула воды играет роль мостиков, которые при помощи водородных связей объединяют молекулы воды из плоскости и сульфатную группу.

### Термическое воздействие
При нагревании пентагидрат последовательно отщепляет две молекулы воды, переходя в тригидрат CuSO4·3H2O (этот процесс, выветривание, медленно идёт и при более низких температурах [в том числе при 20—25 °С]), затем в моногидрат (при 110 °С) CuSO4·H2O, и выше 258 °C образуется безводная соль.
Выше 650 °C становится интенсивным пиролиз безводного сульфата по реакции:
{\displaystyle {\mathsf {2CuSO_{4}{\xrightarrow[{}]{^{o}t}}2CuO+2SO_{2}+O_{2}}}.}
Реакция гидратации безводного сульфата меди(II) экзотермическая и проходит со значительным выделением тепла (79 кДж/моль).

## Химические свойства

### Электролитическая диссоциация
Как и все растворимые соли, образованные ионами слабого основания и сильной кислоты, сульфат меди(II) гидролизуется (степень гидролиза в 0,01 М растворе при 15 °C составляет 0,05 %) и даёт кислую среду (pH указанного раствора 4,2). Константа диссоциации составляет 5⋅10−3.
CuSO4 — хорошо растворимая в воде соль и сильный электролит, в растворах сульфат меди(II) диссоциирует в одну стадию:
{\displaystyle {\mathsf {CuSO_{4}\rightarrow Cu^{2+}+SO_{4}^{2-}}}.}

### Реакция замещения
Реакция замещения возможна в водных растворах сульфата меди с использованием металлов активнее меди, стоящих левее меди в электрохимическом ряду напряжения металлов:
{\displaystyle {\mathsf {CuSO_{4}+Zn\rightarrow Cu\downarrow +ZnSO_{4}}}.}

### Реакция с растворимыми основаниями (щелочами)
Сульфат меди(II) реагирует с щелочами с образованием осадка гидроксида меди(II) голубого цвета:
{\displaystyle {\mathsf {CuSO_{4}+2KOH\rightarrow Cu(OH)_{2}\downarrow +K_{2}SO_{4}}},}
{\displaystyle {\mathsf {CuSO_{4}+2LiOH\rightarrow Cu(OH)_{2}\downarrow +Li_{2}SO_{4}}},}
{\displaystyle {\mathsf {CuSO_{4}+2NaOH\rightarrow Cu(OH)_{2}\downarrow +Na_{2}SO_{4}}}.}

### Сокращённое ионное уравнение (Правило Бертолле)
{\displaystyle {\mathsf {Cu^{2+}+2OH^{-}\rightarrow Cu(OH)_{2}\downarrow }}}

### Реакция обмена с другими солями
Сульфат меди вступает также в обменные реакции по ионам Cu2+ и SO42-:
{\displaystyle {\mathsf {CuSO_{4}+BaCl_{2}\rightarrow CuCl_{2}+BaSO_{4}\downarrow }},}
{\displaystyle {\mathsf {CuSO_{4}+K_{2}S\rightarrow CuS\downarrow +K_{2}SO_{4}}}.}

### Окислительные свойства
Сульфат меди окисляет HI, йодиды и при нагревании HBr и бромиды до свободных галогенов. Восстанавливается йодоводородом и йодидами до металлической меди при освещении, так как образующийся иодид меди(I) разлагается на свету. Смесь сухих сульфата меди и бромида натрия из-за образования бромида меди(II), который в сухом состоянии разлагается при температуре выше +500 °C, а в присутствии влаги снижается его температура разложения до 115—140°C:
{\displaystyle {\mathsf {2CuSO_{4}+\ 2KI\longrightarrow \ Cu_{2}SO_{4}+K_{2}SO_{4}+I_{2}\downarrow }}}
{\displaystyle {\mathsf {2CuSO_{4}+\ 2HI\longrightarrow \ Cu_{2}SO_{4}+H_{2}SO_{4}+I_{2}\downarrow }}}
{\displaystyle {\mathsf {CuSO_{4}+\ 2KI\ \xrightarrow {h\nu } \ Cu\downarrow +I_{2}\downarrow +K_{2}SO_{4}}}}
{\displaystyle {\mathsf {CuSO_{4}+\ 2HI\ \xrightarrow {h\nu } \ Cu\downarrow +I_{2}\downarrow +H_{2}SO_{4}}}}
{\displaystyle {\mathsf {2CuSO_{4}+\ 2NaBr\ \xrightarrow {>500^{o}C} \ Cu_{2}SO_{4}+Na_{2}SO_{4}+Br_{2}\uparrow }}}
{\displaystyle {\mathsf {2CuSO_{4}+\ 2HBr\ \xrightarrow {>500^{o}C} \ Cu_{2}SO_{4}+H_{2}SO_{4}\uparrow +Br_{2}\uparrow }}}
{\displaystyle {\mathsf {2CuSO_{4}\cdot 5H_{2}O+\ 2NaBr\ \xrightarrow {115-140^{o}C} \ Cu_{2}SO_{4}+Na_{2}SO_{4}+Br_{2}\uparrow +10H_{2}O\uparrow }}}
{\displaystyle {\mathsf {2CuSO_{4}+\ 2HBr\ \xrightarrow {H_{2}O,115-140^{o}C} \ Cu_{2}SO_{4}+H_{2}SO_{4}+Br_{2}\uparrow }}}

### Прочее
С сульфатами щелочных металлов и аммония образует комплексные соли, например:  Na2[Cu(SO4)2]·6H2O.
Ион Cu2+ окрашивает пламя в зелёный цвет.

## Производство и применение

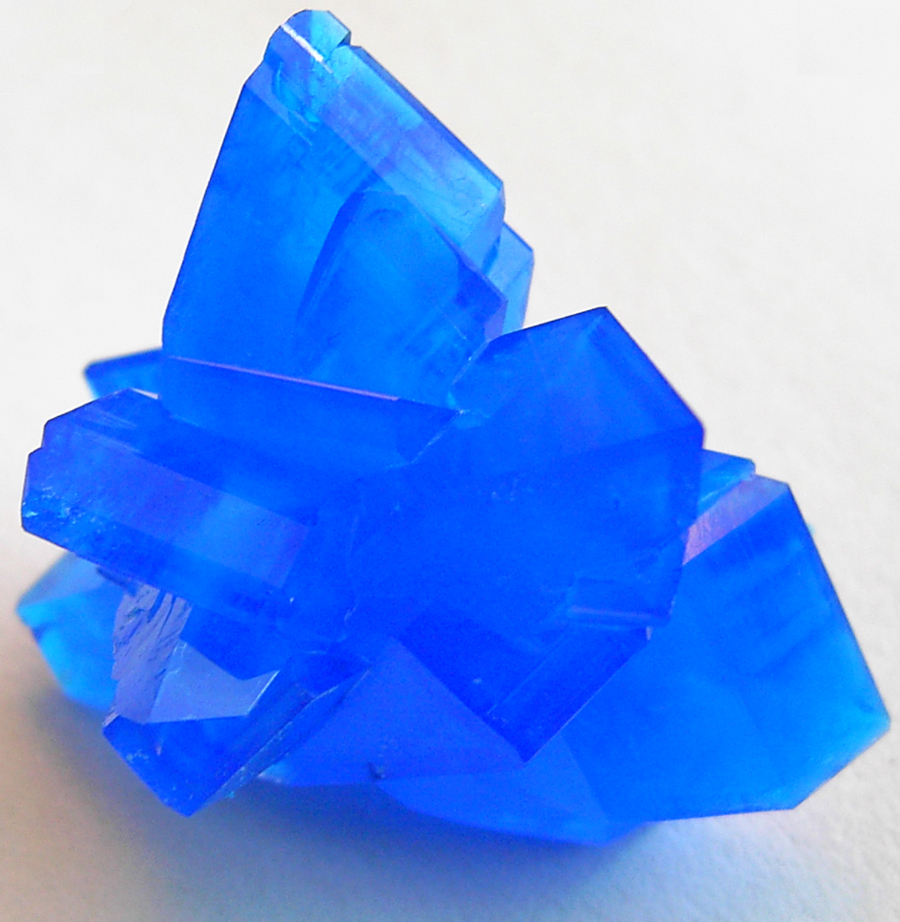
Кристаллы пентагидрата сульфата меди(II) CuSO_{4} · 5H_{2}O

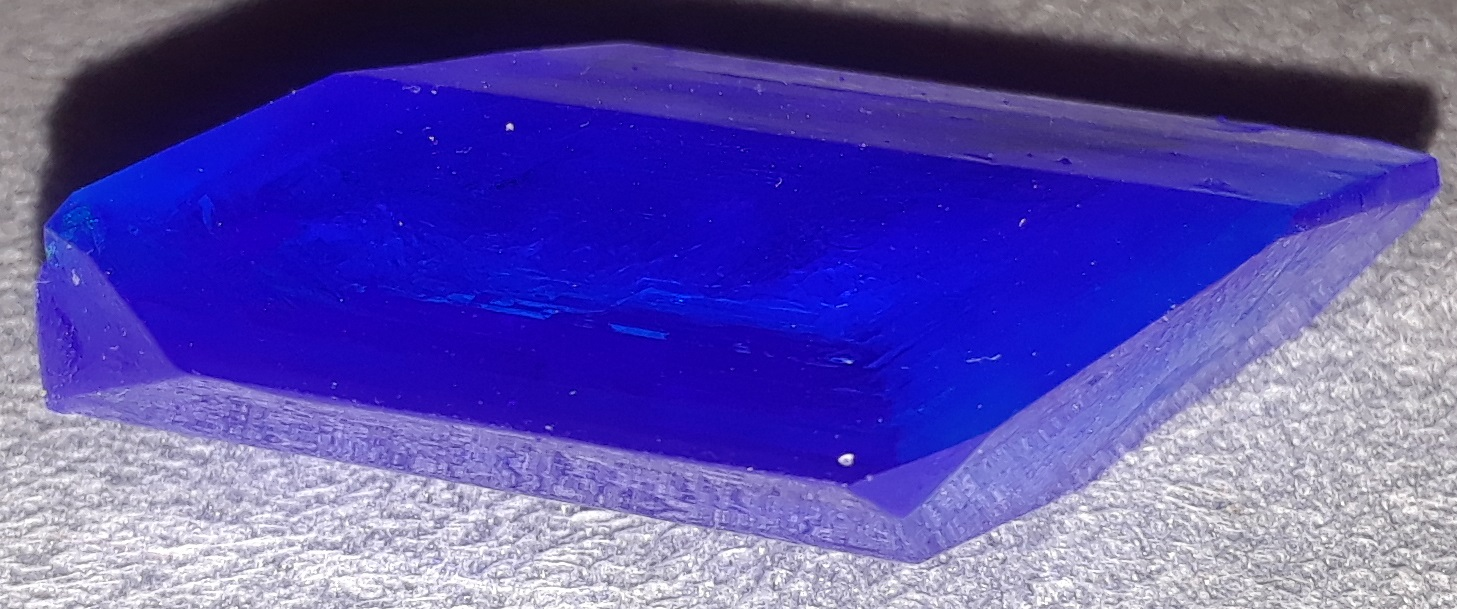
…и монокристалл

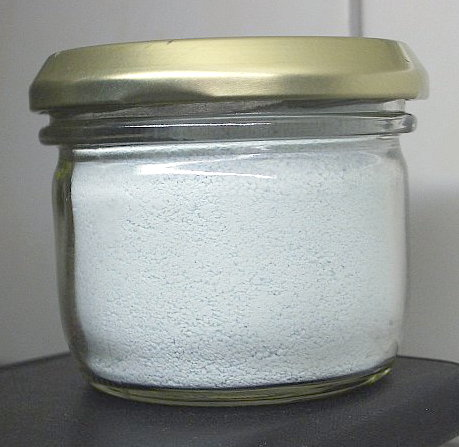
Безводный сульфат меди

Сульфат меди(II) — одна из важнейших солей меди. Часто служит исходным сырьём для получения других соединений меди.
Безводный сульфат меди — хороший влагопоглотитель и может быть использован для обезвоживания (абсолютирования) этанола, осушения газов (в том числе воздуха) и как индикатор влажности.
Лёгкость выращивания кристаллов пентагидрата сульфата меди и их резкое различие с безводной формой используются в школьном образовании.
В машиностроении используется для окраски металлических деталей перед их ручной разметкой.
В строительстве водный раствор сульфата меди применяется для нейтрализации последствий протечек, ликвидации пятен ржавчины, а также для удаления выделений солей («высолов») с кирпичных, бетонных и оштукатуренных поверхностей, а также как антисептическое и фунгицидное средство для предотвращения гниения древесины.
В сельском хозяйстве медный купорос применяется как антисептик, фунгицид и медно-серное удобрение. Для обеззараживания ран деревьев используется 1 %-ный раствор (100 г на 10 л), который втирается в предварительно зачищенные повреждённые участки. Против фитофтороза томатов и картофеля производятся опрыскивания посадок 0,2 % раствором (20 г на 10 л) при первых признаках заболевания, а также для профилактики при угрозе возникновения болезни (например, в сырую влажную погоду). Раствором сульфата меди поливается почва для обеззараживания и восполнения недостатка серы и меди (5 г на 10 л). Однако чаще медный купорос применяется в составе бордо́ской жидкости — основного сульфата меди CuSO4·3Cu(OH)2 против грибковых заболеваний и виноградной филлоксеры. Для этих целей сульфат меди(II) имеется в розничной торговле.
Для борьбы с цветением воды в водохранилищах также используется химическая обработка медным купоросом.
Также он применяется для изготовления минеральных красок, в медицине, как один из компонентов электролитических ванн для меднения и т. п. и в составе прядильных растворов в производстве ацетатного волокна.
В пищевой промышленности зарегистрирован в качестве пищевой добавки E519. Используется как фиксатор окраски и консервант.
В быту применяют для выведения пятен ржавчины на потолке после затоплений.
В пунктах скупки лома цветных металлов раствор медного купороса применяется для выявления цинка, марганца и магния в алюминиевых сплавах и нержавейке. При выявлении этих металлов появляются красные пятна.

## Безопасность
Вещество малотоксично. ПДК 500 мг/л. Смертельная доза медного купороса составляет от 45 до 125 граммов для взрослого человека перорально (при проглатывании), в зависимости от массы, состояния здоровья, иммунитета к избытку меди и от других факторов. Признаки отравления становятся заметными при разовом потреблении более 0,5 г соединения внутрь (т. н. токсическая доза). LD50 для крыс 300 мг/кг. Картина отравления при вдыхании аэрозолей медного купороса более сложна.

### Правила обращения с веществом
Попадание на кожу сухого вещества считается безопасным, но его необходимо смыть. Аналогично при попадании растворов и увлажнённого твердого вещества. При попадании в глаза необходимо обильно промыть их проточной водой (слабой струёй). При попадании в желудочно-кишечный тракт твердого вещества или концентрированных растворов необходимо промыть желудок пострадавшего 0,1 % раствором марганцовки, дать выпить пострадавшему солевое слабительное — сульфат магния 1—2 ложки, вызвать рвоту, дать мочегонное. Кроме того, попадание в рот и желудок безводного вещества может вызвать термические ожоги.
Слабые растворы сульфата меди при приёме внутрь действуют как сильное рвотное средство и иногда применяются для провоцирования рвоты. Они же используются при отравлении белым фосфором. При более высоких концентрациях растворы сульфата меди вызывают рвоту спустя 10 минут после принятия. 
При работе с порошками и пылью сульфата меди, следует соблюдать осторожность и не допускать их пыления, необходимо использовать маску или респиратор, а после работы вымыть лицо. Острая токсическая доза при вдыхании аэрозоля — 11 мг/кг. При попадании сульфата меди через дыхательные пути в виде аэрозоля нужно вывести пострадавшего на свежий воздух, прополоскать рот водой и промыть крылья носа.
Хранить вещество следует в сухом прохладном месте, в плотно закрытой жёсткой пластиковой или стеклянной упаковке, отдельно от лекарств, пищевых продуктов и кормов для животных, в недоступном для детей и животных месте.

### Гигиенические нормативы
ПДК в рабочей зоне — 1 мг/л (1 г/м³) (по ионам двухвалентной меди).